# يوهان كارل ويلهلم فويجت
يوهان كارل ويلهلم فويجت (بالألمانية: Johann Karl Wilhelm Voigt)‏ هو جيولوجي وأستاذ جامعي ألماني، ولد في 1752 في آلشتيت في ألمانيا، وتوفي في 1821 في إلميناو في ألمانيا.